# John Hopcroft

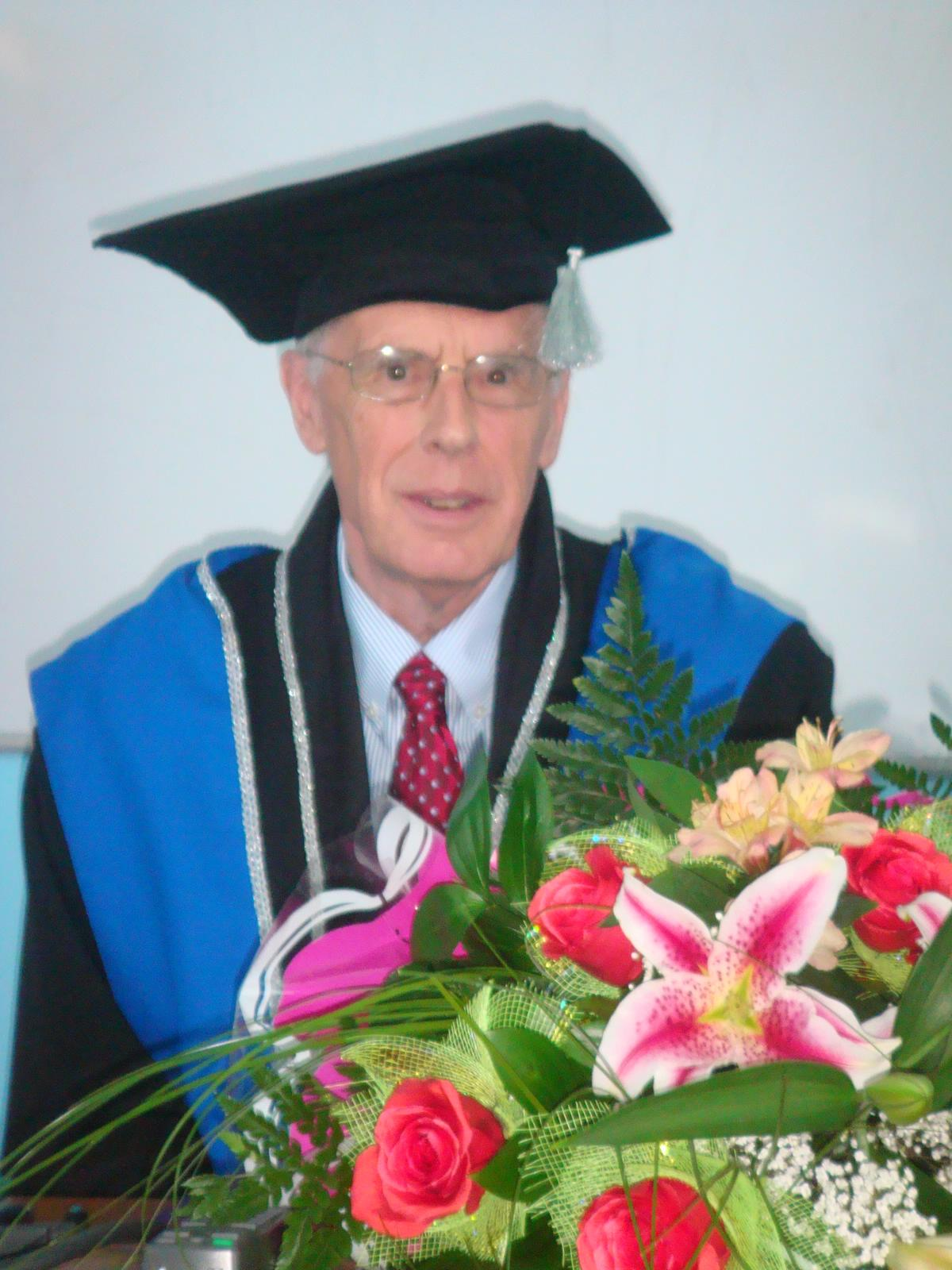

John Edward Hopcroft (Seattle, 7 oktober 1939) is een Amerikaans theoretisch informaticus. In 1986 ontving hij samen met Robert Tarjan een Turing Award voor hun werk op het gebied van algoritmen en datastructuren. Sinds 2004 is hij IBM-hoogleraar voor toegepaste wiskunde aan de Cornell-universiteit.

## Levensloop
In 1962 behaalde Hopcroft zijn Mastersgraad in de elektrotechniek aan de Stanford-universiteit. Zijn promotie volgde in 1964. Na drie jaar als universitair docent op de Princeton-universiteit gewerkt te hebben, verhuisde hij in 1967 naar de Cornell-universiteit, waar hij tot op heden in verschillende hoedanigheden heeft gewerkt, waaronder van 1987 tot 1992 als voorzitter van de informatica-afdeling en van 1994 tot 2001 als Joseph Silbert Dean of Engineering.
Hopcroft is een van de grondleggers van de automatentheorie binnen het gebied van formele talen. Ook doet hij onderzoek naar algoritmen en datastructuren. Hij is co-auteur van enkele standaardwerken in beide gebieden.

## Prijzen
In 1986 kreeg Hopcroft samen met Robert Tarjan een Turing Award voor hun bijdragen op het gebied van algoritmen en datastructuren. In 2005 kreeg hij hier ook een Harry H. Goode Memorial Award voor. Bovendien werd hem in 2010 samen met Jeffrey Ullman de John von Neumann-medaille toegekend voor hun werk op het gebied van formele talen.